# Coloratobistus dilawitimpakpak
Coloratobistus dilawitimpakpak is een insect uit de orde Phasmatodea en de  familie Aschiphasmatidae. De wetenschappelijke naam van deze soort is voor het eerst geldig gepubliceerd in 2004 door Oliver Zompro.